# Ketil Bjørnstad
Ketil Bjørnstad, född 25 april 1952 i Oslo, är en norsk författare, kompositör och pianist.

## Biografi
Bjørnstad gick sju år i grundskolan. Han utbildade sig senare till klassisk pianist och studerade med bland andra Amalie Christie och Robert Riefling och studerade i London och Paris. Han visade sig tidigt vara en stor talang och vann "Ungdommens Pianomester" både 1966 och 1968.

## Musikergärning
Redan som 16-åring debuterade han som konsertpianist med Béla Bartóks tredje pianokonsert. Efterhand rörde sig Bjørnstad mot jazz och rockmusik i nära samarbete med bland andra gitarristen Terje Rypdal, basisten Arild Andersen, trumslagaren Jon Christensen och den amerikanske cellisten David Darling. Han har spelat in mer än 50 grammofonskivor, bland annat på skivbolagen Universal, Kirkelig Kulturverksted och ECM. Han är särskilt berömd för verket ”Leve Patagonia” från 1978, där både Cornelis Vreeswijk och Lill Lindfors medverkar. Där finns också hans mest kända sång ”Sommernatt ved fjorden”, sjungen av Ellen Westberg Andersen.
Bjørnstad har gett ut skivor med bland andra Anneli Drecker, Kristin Asbjørnsen, Kari Bremnes, Lill Lindfors, Randi Stene, Lynni Treekrem, Frøydis Armand, Stavangerensemblet, Anders Wyller, Per Vollestad och Ole Paus. Han är internationellt känd för sina Universal- och ECM-utgåvor, däribland The Sea, duo-inspelningarna med David Darling respektive Terje Rypdal och Grace, med bland andra Anneli Drecker, Bendik Hofseth och Trilok Gurtu. Andra kända utgåvor är Floating med basisten Palle Danielsson och percussionisten Marilyn Mazur, som nådde toppen på jazz-listorna i Tyskland, solo-trippelalbumet Rainbow Sessions och ECM-albumet The Light, med Randi Stene och Lars Anders Tomter, som fick tidskriften Gramophone att jämföra Bjørnstads sånger med Leonard Cohens.
På 2000-talet år har han haft ett omfattande samarbete med den svenske cellisten Svante Henryson. Bjørnstad skrev prologen till både Molde International Jazzfestival 2007 och Bjørnsonfestivalen 2008. Han fick i uppdrag i Norge år 2000 att skriva tusenårsoratoriet Himmelrand, där han använde texter av lyrikern Stein Mehren. Han skrev beställningsverket ”Coastlines” till Canal Street-festivalen i Arendal år 2007 och ”Hvalenes Sang” till Vestfoldfestspillene år 2009. Hans musik används ofta av filmregissörer, bland andra Ken Loach och Jean-Luc Godard.
På 2010-talet har Bjørnstad, förutom att ge ut ECM-albumen Life in Leipzig (med Terje Rypdal), Remembrance (med Tore Brunborg och Jon Christensen), Night Song (med Svante Henryson), Vindings Music och La Notte, komponerat två större verk för kör, solist och ensemble. Soloppgang/Sunrise uruppfördes i en fullsatt Universitetets Aula i Oslo år 2011 och spelades flera gånger av olika ensembler i samband med Munch-jubileet år 2013. A Passion For John Donne, med texter av John Donne, uruppfördes på Oslo Internasjonale Kirkemusikkfestival år 2012, och inledde Bjørnstads samarbete med saxofonisten och sångaren Håkon Kornstad, som Bjørnstad också använde som solist i oratoriet Sanger om tilhørighet. Verket uruppfördes i Nidarosdomen sommaren 2014, under Olavsfestdagarna. Senare samma år spelade Bjørnstad tillsammans med Terje Rypdal för över 50 000 åhörare utomhus, på Jarasums Internationella Jazzfestival i Korea.
Våren 2015 spelade Bjørnstad tillsammans med sin vän Ole Paus in ett nytt album, som har fått titeln ”Frolandia”. Bjørnstad skriver också på första delen av romanserien Verden som var min, som har fått titeln Sekstitallet. Avsikten är att skriva ett minnesverk i romanform om decennierna från sextiotalet fram till idag.
Som pianist har han turnerat över hela världen, och gästat jazzfestivalerna i bland annat Montreal, Shanghai, Taipei, Rom, Nancy, Frankfurt, Leipzig, London, Molde och Kongsberg.

## Författargärning
Som författare debuterade Bjørnstad 1972 med diktsamlingen Alene ut. Han har sedan gett ut omkring 30 böcker, bland annat dikter, romaner och biografier. Bland hans tidigaste romaner är Pavane och Bingo – en dygd av nødvendighet de mest kända. Hans roman Oda! om den kvinnliga målaren Oda Krohg räknas fortfarande som ett referensverk om denna Kristianiabohem, vid sidan av hans stora biografi om Hans Jæger. Historien om Edvard Munch fick mycket uppmärksamhet och vann erkännande i Danmark, England och Tyskland. Kritik fick emellertid hans dokumentärroman om Edvard Grieg, G-moll-balladen, på grund av att Bjørnstad där bland annat spekulerade om outgivna brev. Men boken blev samtidigt hyllad av Rüdiger Görner i Frankfurter Allgemeine Zeitung, som skrev att "Inget biografiskt ämne kunde ha blivit grundligare utforskat än i Bjørnstads roman" (citatet är här en översättning av en översättning), och i den danska tidningen Politiken skrev Michael Bonnesen att boken var skriven med nesten uhyggelig presisjon i psykologisk innsikt og dessuten spennende som en kriminalroman.
Bland Bjørnstads viktigaste skönlitterära böcker bör nämnas de kritikerrosade Villa Europa och Victor-Alveberg-trilogin, som består av romanerna Drift, Drømmen om havet och Veien til Dhaka. Med Nåde från 1998 vann han Riksmålspriset. Samma år skrev han den satiriska fotbollsboken Reisen til Gallia tillsammans med Ole Paus. Nämnas bör också millennium-trilogin Fall, Ludvig Hassel Tusenårsskifte och Tesman. Bjørnstad har dessutom psykologiska thrillers som Det Personlige Motiv och Skumringsmulighetene. Den senare utspelar sig i skärgården utanför Tvedestrand, där Bjørnstad också bodde på sjuttio- och åttiotalen, innan han flyttade till Paris och därefter tillbaka till Oslo.
Den prisbelönade trilogin om den unge pianisten Aksel Vinding kan betraktas som ett för hans utgivning centralt verk. Den består av romanerna Til Musikken, Elven och Damen i Dalen. Bjørnstad fick sitt skönlitterära genombrott i Tyskland på förlaget Suhrkamp/Insel med Vindings Spiel (på norska Til Musikken) år 2006. När Tysklands mest inflytelserika kritiker, Elke Heidenreich beskrev romanen som en perfekt bok i sitt berömda TV-program Lesen! för ZDF, gick den rakt in på Der Spiegels bästsäljarlista. Boken blev också Bjørnstads litterära genombrott i Frankrike, och tilldelades Prix des Lecteurs för 2008. Trilogin om Aksel Vinding har fått strålande kritik i många länder, och Til Musikken lanserades på engelska år 2009, och nominerades år 2010 till The Independent Foreign Fiction Prize.
I de tre romanerna De Udødelige, Verdens Ende och Ensomheten går Bjørnstad tematiskt vidare från Millennium-trilogin och behandlar den moderna människans förutsättningar i samtiden. Frankfurter Allgemeine Zeitungs recensent Klaus Birnstiel skrev i en begeistrad recension att De Udødelige var en stor roman som skulle växa i minnet. I Norge åstadkom boken debatt och trycktes i flera upplagor.
Drømmemesteren (2011) är en biografi om målaren Bendik Riis, som gjordes omyndig och levde stora delar av sitt liv på olika institutioner. Å 2014 kom Veien til Mozart som förutom att vara en empirisk Mozart-biografi också är en självbiografi om författarens uppväxt i Oslo på sexti- och sjuttiotalen. Boken fick unisont positiva recensioner i norsk press och har sålts till förlagshuset Suhrkamp/Insel i Berlin.

## Diskografi
- Åpning (1973)
- Berget det blå (1974)
- Tredje dag (1975)
- Lise Madsen, Moses og de andre (1975), med Ole Paus
- Finnes du noensteds ikveld (1976)
- Selena (1977)
- Musikk for en lang natt (1977), med Sigmund Groven
- Leve Patagonia (1978)
- Svart piano (1979)
- Tidevann (1980)
- Och människor ser igen (1980), med Lill Lindfors
- 30-årskrigen (1981), med Stavangerensemblet
- Engler i sneen (1982)
- Bjørnstad/Paus/Hamsun (1982), med Ole Paus
- Aniara (1983)
- Mine dager i Paris (1983)
- Preludes vol. 1 (1984)
- Människors makt (1985), med Lill Lindfors
- Natten (1985), med Sissel I. Andersen
- Preludes vol. 2 (1986)
- Three Ballets (1987)
- Karen Mowat-Suite (1988)
- The Shadow (1990), med Randi Stene
- Odyssey (1991)
- Rift - en rockopera (1991)
- Messe for en såret jord (1992)
- Løsrivelse (1993), med Kari Bremnes
- Water Stories (1993)
- For den som elsker (1994)
- Salomos høysang (1995), med Lill Lindfors och Tommy Nilsson
- The Sea (1995)
- Haugtussa (1995), med Lynni Treekrem
- The River (1997), med David Darling
- The Sea II (1997)
- Davidsalmer (1997), med Anders Wyller
- Ett liv (1998), med Lill Lindfors
- The Rosenborg Tapes vol. 1 (1998)
- The Rosenborg Tapes vol. 2 (1999)
- Himmelrand – Tusenårsoratoriet (1999), med Stein Mehren
- Epigraphs (2000), med David Darling
- Early Years (2000, inspelat på 1970-tallet)
- Grace (2001)
- Old (2001)
- Before the Light (2002)
- The Nest (2003)
- Seafarer's Song (2004)
- Solskinnsdypet (2004), med Kolbein Falkeid
- Floating (2005)
- Rainbow Sessions (2006)
- S@motność w sieci (2006), filmmusik med Bugge Wesseltoft
- Devotions (2007)
- Life in Leipzig (2008), med Terje Rypdal
- The Light (2008), med Randi Stene och Lars Anders Tomter
- Coastlines (2008), med Lill Lindfors
- The Rainbow (2009)
- Remembrance (2010), med Tore Brunborg och Jon Christensen
- Hvalenes sang - Oratorium (2010)
- Night Song (ECM) (2011), med Svante Henryson
- Vindings Music (ECM) (2012)
- La Notte (ECM) (2013)
- Sunrise (ECM) (2013)
- A Passion for John Donne (ECM) (2014)
- Frolandia (Grappa) (2015) med Ole Paus

## Priser
- Spellemannprisen 1974 i öppen klass for Berget det blå
- Sarpsborgprisen 1978
- Riksmålsforbundets litteraturpris 1988
- Mads Wiel Nygaards legat 1989
- Gammleng-prisen i öppen klass i 2001
- Vinnare av det stora franska läsarpriset Le prix des lecteurs för romanen Til musikken i 2008
- Christian Sandsdalenprisen 2013, utdelat av Foreningen Retten til en verdig død
- Tekstforfatterfondets ærespris 2017[7]